# 蘇丹皇太后
蘇丹皇太后（奥斯曼土耳其語：والده سلطان）是指鄂圖曼帝國在任蘇丹的母親所持有的名號。參照國際音標，「Valide」在土耳其語裡的發音是[Valiˈde]。蘇丹皇太后的地位與西方國家的王母太后（Queen mother）或東亞的皇太后有所不同，其身份是作為蘇丹的生母或養母而來，而且必須是前任蘇丹的正室，但其他前任蘇丹正室並不會得到尊封。
蘇丹皇太后無疑是鄂圖曼帝國繼蘇丹之後最重要的人物。作為蘇丹的母親，按照伊斯蘭的傳統，蘇丹皇太后對帝國的事務有相當重要的影響力。在十七世紀，帝國進入蘇丹女權時期，一些無能或年幼的蘇丹令蘇丹皇太后的角色更為突出。